# Saint-Quentin-sur-Charente
Saint-Quentin-sur-Charente es una comuna francesa situada en el departamento de Charente, en la región de Nueva Aquitania.

## Demografía
| 347 | 294 | 250 | 245 | 250 | 232 | 216 |
| Para los censos de 1962 a 1999 la población legal corresponde a la población sin duplicidades (Fuente: INSEE [Consultar]) |     |     |     |     |     |     |